# Teodoro Escutariota
Teodoro Escutariota (em grego: Θεόδωρος Σκουταριώτης; n. c. 1230) foi um clérigo e oficial bizantino no reinado de Miguel VIII (r. 1259–1282) Como diácono, serviu como mestre das petições (epi ton deeseon) e foi nomeado como diceofílax em 1270. Serviu como embaixador de Miguel VIII para o papa em 1277, e foi bispo metropolita de Cízico de 1277 até ser deposto em 1282.
O historiador alemão A. Heisenberg identifica-o com o autor anônimo de uma crônica preservada na Biblioteca Marciana em Veneza (Marc. gr. 407), que começa com a Criação e chega a 1261. A crônica é particularmente valiosa por seus acréscimos da narrativa de Jorge Acropolita, que são de grande importância para a história do século XIII do Império Bizantino.